# Manduca brasiliensis
Espèce
Manduca brasiliensis est une espèce de lépidoptères (papillons) de nuit de la famille des Sphingidae, de la sous-famille des Sphinginae et de la tribu des Sphingini.

## Description
L'espèce est semblable à Manduca scutata. Les principales différences sont les suivantes : il est plus petit ; les bords du thorax, la partie supérieure de la tête et les ailes antérieures sont plus grisâtres ; il y a des petits points noirs sur le ventre ; les taches discales noires sur la partie supérieure de l'aileron avant sont plus courtes ; il y a une bande médiane noire plus large sur la partie dorsale de l'aile postérieure et les lignes noires sur le revers de l'aile postérieure sont plus importantes.

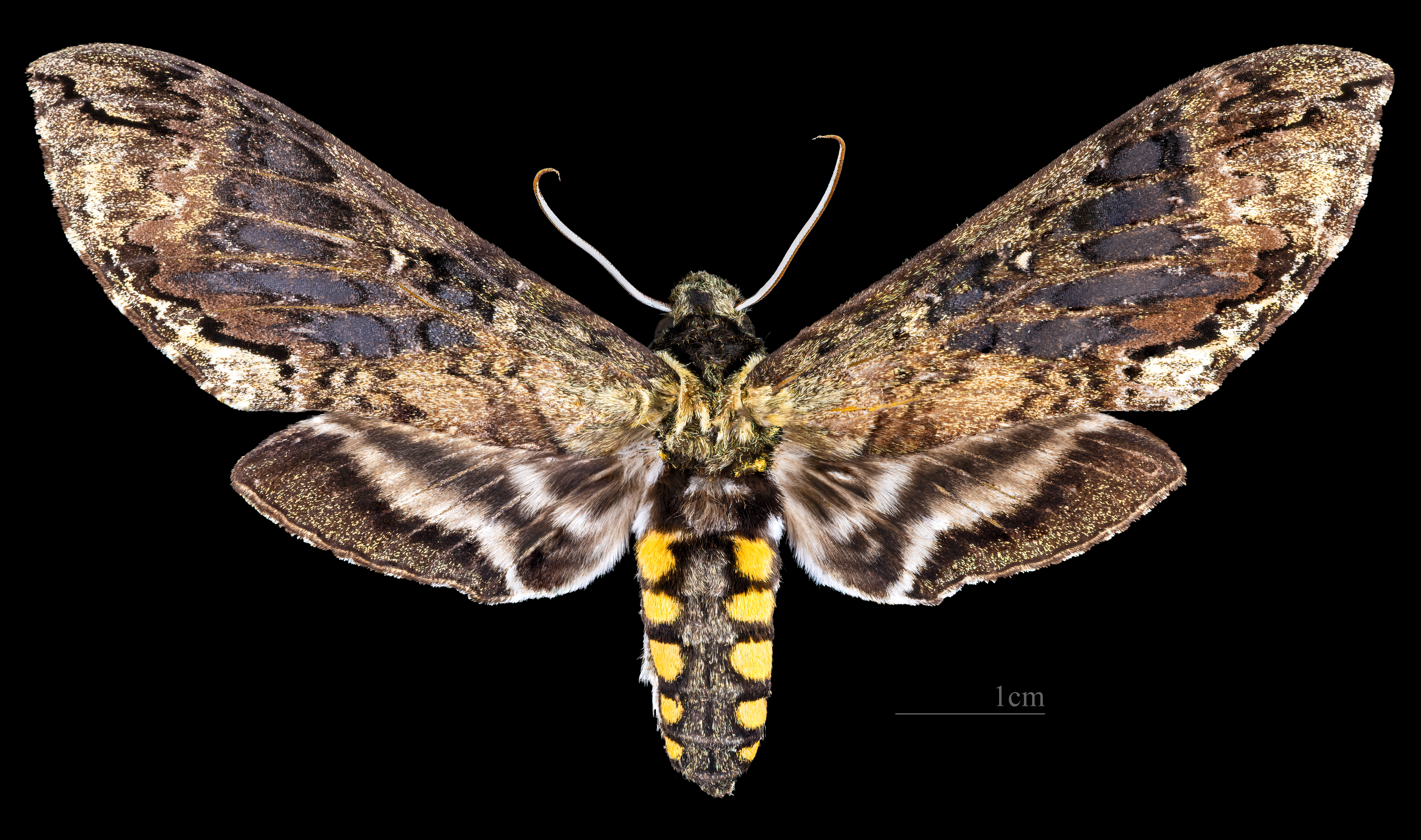
Avers de la femelle Coll. MHNT
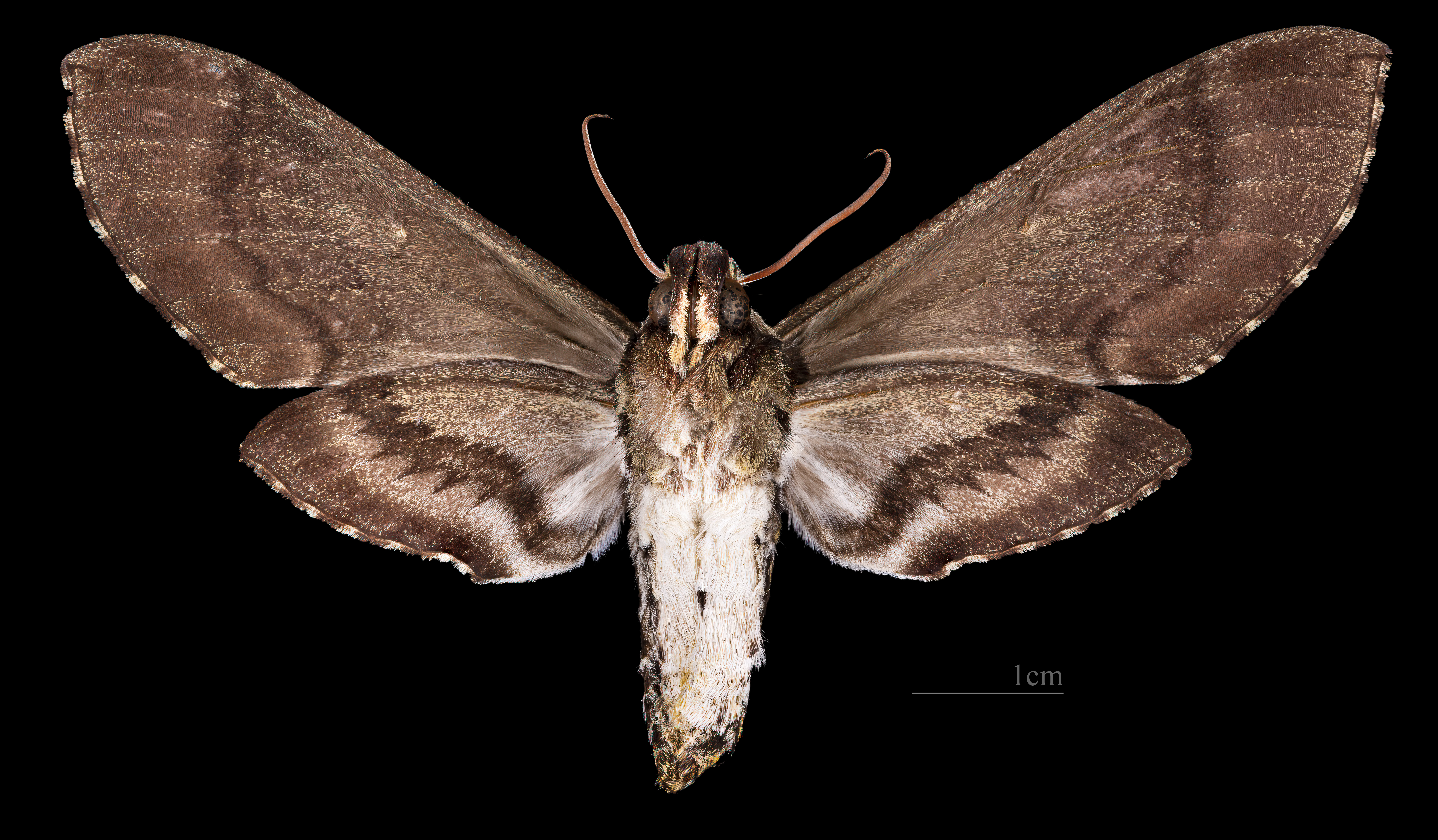
Revers de la femelle Coll. MHNT

## Distribution et habitat
Distribution
Il se trouve au Brésil, en Argentine et au Paraguay.

## Systématique
- L'espèce Manduca brasiliensis a été décrite par l'entomologiste allemand Karl Jordan en 1911, sous le nom initial d'une sous-espèce Protoparce scutata brasiliensi[1].
- La localité type est l'État de Rio de Janeiro.

## Synonymie
- Protoparce scutata brasiliensi Jordan, 1911 Protonyme